# Benny Johansen
 Der er flere personer med dette navn, se Benny Johansen (flertydig). (Se også artikler, som begynder med Benny Johansen)
Benny Johansen (født 18. marts 1949) er en tidligere fodboldtræner og fodboldspiller.
Som aktiv spiller vandt han med B 1903 danmarksmesterskabet to gange (1969 og 1970) og pokaltitlen en enkelt gang. 
Som træner er han mest kendt for sin tid som træner for B 1903, som han førte frem til kvartfinalerne i UEFA Cup i 1991-92 bl.a. med en sejr på 6-2 over Bayern München, og for at være den første trænr i F.C. København.

## Spillerkarriere
Som ung startede han med at spille i Ryvang FC, før han flyttede til B 1903. Benny Johansen var med til at vinde DM for ynglinge for B 1903 i 1967. Året efter debuterede han for B 1903s førstehold, som vandt 2. division, og i 1969 og 1970 var han med til at vinde DM-guld. I 1971 scorede han begge mål, da B 1903 sensationelt besejrede Celtic i Mesterholdenes Europa Cup.
Efter fire år i den svenske 2. division hos Helsingborgs IF, vendte Benny Johansen tilbage til B 1903 i 1978 og vandt året efter pokalturneringen efter finalesejr over Køge BK. Han sluttede karrieren i 1980 med en tredjeplads i 1. division.

## Trænerkarriere
I 1989 blev Benny Johansen assistenttræner i B 1903, og allerede i 1990 overtog han cheftrænerposten. På trods af, at B 1903 blev nr. to i 1. division valgte klubben alligevel at udskifte ham med den mere erfarne Jørgen Hvidemose. Sæsonen 1991 i 1. division blev spillet som en turnering med 18 runder om foråret, og efter ni kampe lå B 1903 sidst. Jørgen Hvidemose blev fyret i maj 1991, og Benny Johansen blev hentet tilbage.
Det lykkedes B 1903 at undgå nedrykning og i den efterfølgende sæson førte Benny Johansen B 1903 frem til en tredjeplads i ligaen, til finalen i pokalturneringen og en kvartfinale i UEFA Cup efter at have elimineret Aberdeen FC, Bayern München og Trabzonspor. På den baggrund blev Benny Johansen kåret som Årets Træner 1991.
I sommeren 1992 fusionerede klubberne KB og B 1903 til FC København, og Benny Johansen blev klubbens første træner. Allerede i sin første sæson for FC København vandt klubben mesterskabet. I den efterfølgende sæson 1993-94 var han med FC København tæt på at genvinde mesterskabet, men på sidste spilledag mistede FC København førstepladsen, da holdet smed en pauseføring på 2-1 væk på udebane mod OB og tabte 2-3, så guldet i stedet gik til Silkeborg IF.
Benny Johansen forlod herefter FC København, men kom tilbage blot seks kampe inde i den nye sæson, da træner Keld Kristensen blev afskediget. I 1995 vandt Benny Johansen som træner for FC København pokalturneringen med en finalesejr på 5-0 over AB.
Fra 1995 til 1997 var han cheftræner for Al Rayyan i Qatar, og opnåede to andenpladser i den nationale liga. Herefter var han træner i Silkeborg IF, som han i 2001 førte til en tredjeplads i Superligaen, og klubbens første triumf i pokalturneringen, da AB blev besejret 4-1 i finalen. Efter en katastrofal start på sæsonen 2001/02 uden sejr i 13 kampe blev Benny Johansen dog fyret i oktober 2001.
Han har blev siden manager i 1. divisionsklubben Boldklubben Fremad Amager. Forinden (oktober 2004 – 25. oktober 2006) havde han posten som professionel cheftræner for klubbens førstehold. Han havde kontrakt med klubben indtil sommeren 2008, men den 29. marts 2007 valgte han og klubben i fælles forståelse at stoppe samarbejdet.

## Hæder
Som spiller:
- Danmarksmesterskabet
  - Vinder (2): 1969 og 1970.
  - Sølv (1): 1972
  - Bronze (1): 1980.
- Pokalturneringen:
  - Vinder (1): 1979.

Som træner:
- Danmarksmesterskabet
  - Vinder (1): 1992-93.
  - Sølv (2): 1990 og 1993-94.
  - Bronze (2): 1992 og 2000-01.
- Pokalturneringen:
  - Vinder (2): 1995 og 2001
  - Finalist (1): 1992.
- Super Cup:
  - Vinder (1): 1995
- Qatar Stars League:
  - Vicemester (2): 1995-96, 1996-97
- Qatar Crown Prince Cup:
  - Vinder (1): 1996.
  - Finalist (1): 1997.
- Emir of Qatar Cup:
  - Finalist (2): 1996 og 1997.